# Port address translation
Port Address Translation - PAT é uma característica de um dispositivo de rede que uma porta ou IP é ligada a um IP de uma LAN.

## Vantagem do PAT
- Principal vantagem é que vários clientes de uma rede podem usar um único IP.
- IP dentro de uma rede com PAT não pode ser vista por quem está de fora.
- É mais fácil de se configurar
- Simples de se detectar erros